# Islamiska förbundet i Sverige
Islamiska förbundet i Sverige (förkortning: IFiS, på arabiska: الرابطة الأسلامية في السويد) är en islamisk organisation i Sverige.
Organisationens ordförande var 2010-2016 Omar Mustafa.
Islamiska förbundet i Sverige tillhör enligt stadgarna den europeiska paraplyorganisationen Federation of Islamic Organisations in Europe (FIOE), vars riktlinjer det följer, och som grundades 1989 av Muslimska Brödraskapet. Islamiska förbundet i Sverige har i forskning utpekats som det Muslimska Brödraskapets svenska gren. Muslimska Brödraskapet betecknas officiellt som en terroristorganisation av Ryssland, Saudiarabien, Egypten, Syrien och Förenade Arabemiraten. Stiftelsen Expo benämner Muslimska Brödraskapet som antisemitisk. 
Den 15 november 2014 publicerade Förenade Arabemiraten en lista på olika terroristorganisationer, detta gjordes i enlighet med landets federala lag om bekämpning av terrorbrott (7/2014). På denna lista återfinns Islamiska Förbundet i Sverige.
IFiS har bland annat startat följande organisationer i Sverige, enskilt eller i samarbete med andra:
- Islamic Relief
- Sveriges Muslimska Stiftelse
- Sveriges Unga Muslimer
- Islamiska informationsföreningen
- Sveriges imamråd[7]
- Ibn Rushd[8]

## I svensk media
Organisationen har getts en roll som representanter för muslimer av svenska medier då IFiS representanter står för 38% av de gånger företrädare för islam uttalar sig för alla muslimers räkning, enligt statistik ur Mediearkivet mellan mars 2012 till 2013 sammanställd av Sveriges Radio., då IFiS syster- och dotterorganisationer ej är medräknade. När de anknutna organisationernas representation i medier adderas till IFiS egen var andelen 69%.

## Historia
Islamiska förbundet i Sverige, IFiS bildades 1995, föregånget av bland andra det år 1981 bildade Islamiska Förbundet i Stockholm, som driver Stockholms moské.
Islamiska förbundet i Sverige tog initiativ till samtal med polis och andra aktörer i Malmö stad för att återskapa trygghet i  Rosengård i Malmö efter flera uppror och oroligheter som orsakats av ungdomar i stadsdelen efter stängningen av en källarmoské i området. Samtalet gav bra resultat, och läget stabiliserades efter det att frivilliga vuxna från islamiska föreningar varit ute i området och pratat med ungdomarna. 
Efter ett attentatsförsök av en självmordsterrorist i Stockholm i december 2010 skickade Islamiska förbundet i Sverige ut ett pressmeddelande, där det tydligt markerades att terrorism inte är tillåtet för en muslim: "Attentat likt denna har utförts tidigare i muslimska och icke muslimska samhällen (till exempel i Saudiarabien, Egypten, Pakistan, Spanien och Storbritannien) och då har de lärda muslimernas och teologernas ställningstagande varit enigt mot. Men också viktiga islamiska institutioner och muslimska mellanstatliga organisationer som Al-Azhar Universitetet, Europeiska fatwa rådet, OCI, har alla varit enade i att alla terrorattentat riktade mot civila och oskyldiga är strikt förbjudet och att det inte är tillåtet att förtrycka, skada eller injaga skräck i andra."
Uttalandet har stöd av Ben Mahmoud Rahman, imam och ordförande för Europeiska imamrådet. År 2015 var Mohammed Kharraki, tidigare ordföranden för Sveriges Unga Muslimer och tidigare styrelsemedlem i Charta 2008, talesperson för IFiS.

## Religiös och ideologisk inriktning
Islamiska förbundet i Sverige arbetar aktivt för att ta hand om och bevara den islamiska kulturen i Sverige. Förbundet arbetar även för att möjliggöra och underlätta för muslimer i Sverige att kunna uträtta de så kallade religiösa plikterna. Detta sker bland annat genom att man initierar olika muslimska verksamheter och bildandet av föreningar i hela landet. Integration och öppenhet är bland de viktigaste punkterna som Islamiska förbundet i Sverige satsar på. Islamiska Förbundet i Sverige är även en av de muslimska organisationer som strävar efter dialog och idéutbyte med andra religiösa samfund och församlingar i Sverige.
IFiS tillhör den europeiska paraplyorganisationen Federation of Islamic Organisations in Europe (FIOE). Enligt terrorismforskaren Magnus Norell är FIOE en del av Muslimska brödraskapets nätverk i Europa. Enligt Mohammed Mahdi Akef, General Guide för Muslimska brödraskapet fram till 2010, är medlemskap i FIOE liktydigt med att vara del av Muslimska brödraskapets globala nätverk. Religionsforskare Sameh Egyptson argumenterar i sina böcker och artiklar att det finns tillräckligt med ideologiska och organisatoriska bevis för att betrakta IFiS som en förgrening av Muslimska Brödraskapet i Sverige. 
Den svenska journalisten Evin Rubar, som bland annat gjort dokumentärfilmen Slaget om muslimerna, menar att IFiS är "det Muslimska brödraskapet i Sverige" samt att man delar ideologer och ideologi som bland annat är islamism och bokstavstro där utopin är att ha sharia som lag. Hon anser också att IFiS inte vill vara öppna med vad man har för åsikter.
Den svenska socialdemokratiska politikern Nalin Pekgul har beskrivit IFiS som "en islamistisk organisation med starka kopplingar till Muslimska brödraskapet i Egypten"

## Organisation

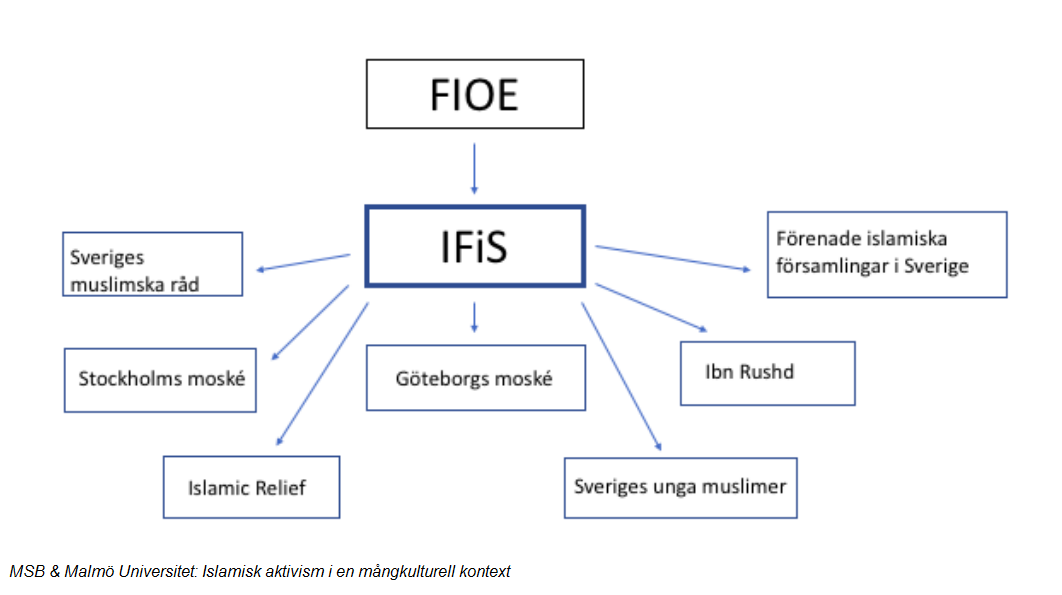
Islamiska förbundet i Sverige är paraplyorganisation för de islamiska organisationerna i FIOE-IFiS nätverket.

### Styrelse

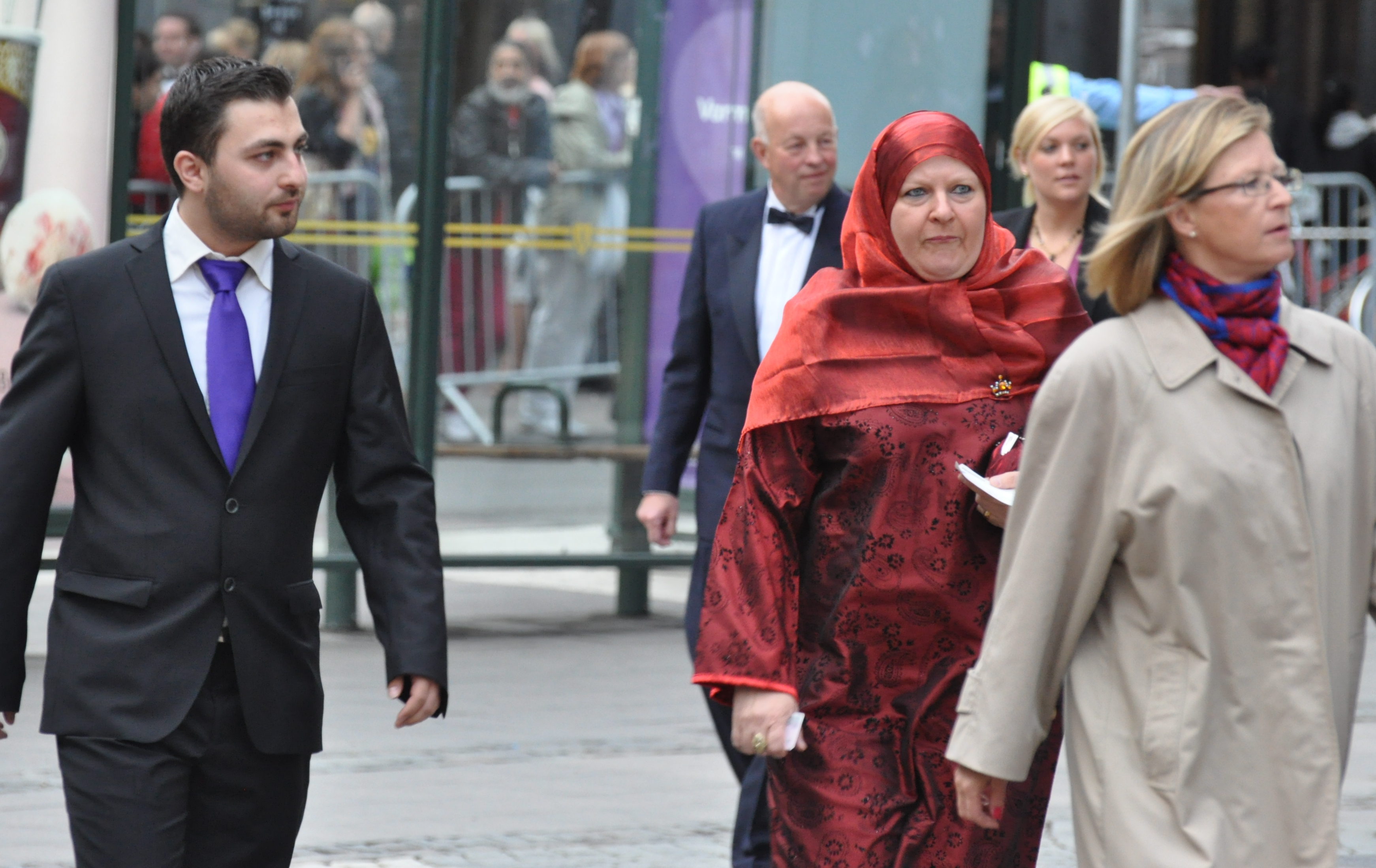
Ordförande Omar Mustafa tv. Th syns Helena Benaouda.

- 2011-2016  Omar Mustafa, ordförande
- -2010 Abdirizak Waberi, ordförande[23]
- Mahmoud Khalfi, ordförande 2008 [24], imam (Stockholms moské) 2010-2017[25][26][27]

### Distrikt
- Islamiska förbundet i Stockholm[28]
- IFiS Göteborg (IFiG)[28], inhyst i Göteborgs moské.[29]
- IFiS Borlänge[28]

#### Malmö
Islamiska förbundet i Malmö (arabiska: al-Rabita al-islamiyya fi-Swid) grundades i mitten av 1990-talet enligt egen uppgift. Dess officiella adress är en källarlokal i stadsdelen Rosengård. Församlingen har cirka 300 medlemmar och driver al-Madina-moskén i en industrilokal på Scheelegatan. Moskén könssegreras i kvinno- och mansavdelningar. Personer som är aktiva i förbundet i Malmö är även aktiva i Ibn Rushd Södra, Malmös Unga Muslimer och Månens Scoutkår.

### Medlemsorganisationer
- Islamic Relief Sverige[28]
- New Moon Kulturorganisation[28]
- Islamiska Informationsföreningen (IIF)[28]
- Muslimska Kvinnoföreningen i Stockholm (MKF)[28]
- Koranläsare Förbundet i Sverige[28]
- Sveriges Muslimska Scouter (SMS)[28]
- Alkhwarizmy - Sveriges Muslimska Studenter[28]
- Forum för unga muslimer[28]

## Antisemitism
I mars 2011 avslöjade Dagens Nyheter att Islamiska Förbundet i Sverige inbjudit professor Salah Sultan som en av huvudtalarna till en konferens som organisationen anordnade i Stockholm den 24-26 december 2010. Sultan har bland annat gjort sig känd för att sprida påståenden om judiska ritualmord och om en påstådd judisk världskonspiration. Abdirizak Waberi, som vid tillfället för konferensen var ordförande i förbundet, meddelade Dagens Nyheter efter att ha sett Sultans uttalanden: "Jag är förvånad över hur han uttrycker sig. Vi har bjudit in honom i god tro".
En annan av de inbjudna föreläsarna till konferensen var egyptiern Ragheb al-Serjany. Al-Serjany har i flera artiklar skrivit om judars påstådda inflytande över de politiska och ekonomiska systemen i världen. Den 13 oktober 2010 skrev han på nätsidan Islamstory apropå Israels bordning av Gazakonvojen att judarna ”kontrollerar det mesta av de internationella medierna”.
Ett år senare bjöd förbundet på nytt in kontroversiella personer till Islamiska Förbundets 31:a konferens 2011 under Omar Mustafas ordförandeskap. Särskilt märktes Azzam Tamimi som enligt professor Jan Hjärpe företräder konspirationsteorier om Israel och judar.
I mars 2013 bjöd förbundet in till "Muslimska familjedagarna" i Stockholm bland andra Yasir Qadhi, som öppet är motståndare till homosexuella, och Yvonne Ridley, som av tidskriften Expo betecknas som antisemit.